# Vasile Lascăr
Vasile Lascăr (1852-1907) fue un político y abogado rumano.

## Biografía
Nació el 7 de noviembre de 1852 en la localidad de Șomănești, perteneciente al municipio de Teleşti. Realizó sus estudios en su país natal y los finalizó en París, de donde regresó licenciado en Derecho. Abogado, vivió bastante alejado de las luchas políticas hasta 1896, aunque había ingresado en las Cámaras liberales como diputado entre 1880 y 1888. Tras la retirada del gobierno bajo la presidencia de Dimitrie Sturdza y la formación del gabinete de Aurelian, asumió la cartera del Ministerio del Interior desde el 21 de noviembre de 1896 al 3 de marzo de 1897, cuando dimitió junto con todo el gobierno. En ese momento se unió al grupo liberal disidente de Drapelul. Lascăr, que llegó a ser alcalde de Târgu Jiu, falleció el 22 de marzo de 1907.